# Rock DJ
"Rock DJ" is een nummer van de Britse zanger Robbie Williams. Het nummer werd uitgebracht op zijn album Sing When You're Winning uit 2000. Op 31 juli van dat jaar werd het nummer uitgebracht als de eerste single van het album.

## Achtergrond
"Rock DJ" is geschreven door Williams, Kelvin Andrews, Guy Chambers, Nelson Pigford en Ekundayo Paris en geproduceerd door Chambers en Steve Power. Het nummer bevat samples uit "It's Ecstasy When You Lay Down Next to Me" van Barry White, "Can I Kick It?" van A Tribe Called Quest en "La Di Da Di" van Slick Rick en Doug E. Fresh.
Het werd een nummer 1-hit in een aantal landen, waaronder thuisland het Verenigd Koninkrijk, Argentinië, Ierland, IJsland, Mexico, Nieuw-Zeeland en Schotland. Daarnaast werd in Australië, Denemarken, Duitsland, Hongarije, Italië, Noorwegen, Oostenrijk, Polen, Portugal, Spanje, Tsjechië en Zwitserland de top 10 bereikt.
In Nederland was de single in week 31 van 2000 Alarmschijf op Radio 538 en werd een grote hit. De single bereikte de 6e positie in de Nederlandse Top 40 op Radio 538 en de 11e positie in de publieke hitlijst, de Mega Top 100 op Radio 3FM.
In België beteikte de single de 18e positie in zowel de Vlaamse Ultratop 50 als de Vlaamse Radio 2 Top 30. In Wallonië werd de 16e positie bereikt.
In 2000 won de single een MTV Europe Music Award in de categorie "beste nummer" en in 2001 won het een Brit Award in de categorie "beste Britse single".
"Rock DJ" is vooral bekend van de videoclip, waarin Williams de aandacht van een vrouwelijke dj wil trekken door te strippen. Wanneer zij nog steeds niet geïnteresseerd lijkt terwijl hij helemaal naakt is, trekt hij zijn huid van zich af en verwijdert hij zijn spieren en organen, totdat er enkel een skelet over is. De dj is hier wel in geïnteresseerd en zij danst met het skelet. De video was door de expliciete content erg controversieel en de meeste muziekzenders knipten het laatste stuk, dat begint met Williams die zijn huid eraf trekt, uit de clip. Andere zenders lieten een alternatieve clip zien, waarin Williams het nummer in de studio opneemt. De originele clip won een MTV Video Music Award in de categorie "beste special effects" en een Brit Award in de categorie "beste Britse video".

## Hitnoteringen

### Nederlandse Top 40
| Hitnotering: 29-07-2000 t/m 21-10-2000 | Hitnotering: 29-07-2000 t/m 21-10-2000 | Hitnotering: 29-07-2000 t/m 21-10-2000 | Hitnotering: 29-07-2000 t/m 21-10-2000 | Hitnotering: 29-07-2000 t/m 21-10-2000 | Hitnotering: 29-07-2000 t/m 21-10-2000 | Hitnotering: 29-07-2000 t/m 21-10-2000 | Hitnotering: 29-07-2000 t/m 21-10-2000 | Hitnotering: 29-07-2000 t/m 21-10-2000 | Hitnotering: 29-07-2000 t/m 21-10-2000 | Hitnotering: 29-07-2000 t/m 21-10-2000 | Hitnotering: 29-07-2000 t/m 21-10-2000 | Hitnotering: 29-07-2000 t/m 21-10-2000 | Hitnotering: 29-07-2000 t/m 21-10-2000 | Hitnotering: 29-07-2000 t/m 21-10-2000 |
| Week                                   | 1                                      | 2                                      | 3                                      | 4                                      | 5                                      | 6                                      | 7                                      | 8                                      | 9                                      | 10                                     | 11                                     | 12                                     | 13                                     |                                        |
| -------------------------------------- | -------------------------------------- | -------------------------------------- | -------------------------------------- | -------------------------------------- | -------------------------------------- | -------------------------------------- | -------------------------------------- | -------------------------------------- | -------------------------------------- | -------------------------------------- | -------------------------------------- | -------------------------------------- | -------------------------------------- | -------------------------------------- |
| Positie                                | 39                                     | 15                                     | 6                                      | 6                                      | 8                                      | 9                                      | 8                                      | 11                                     | 14                                     | 16                                     | 21                                     | 28                                     | 33                                     | uit                                    |

### Mega Top 100
| Hitnotering: 05-08-2000 t/m 04-11-2000 | Hitnotering: 05-08-2000 t/m 04-11-2000 | Hitnotering: 05-08-2000 t/m 04-11-2000 | Hitnotering: 05-08-2000 t/m 04-11-2000 | Hitnotering: 05-08-2000 t/m 04-11-2000 | Hitnotering: 05-08-2000 t/m 04-11-2000 | Hitnotering: 05-08-2000 t/m 04-11-2000 | Hitnotering: 05-08-2000 t/m 04-11-2000 | Hitnotering: 05-08-2000 t/m 04-11-2000 | Hitnotering: 05-08-2000 t/m 04-11-2000 | Hitnotering: 05-08-2000 t/m 04-11-2000 | Hitnotering: 05-08-2000 t/m 04-11-2000 | Hitnotering: 05-08-2000 t/m 04-11-2000 | Hitnotering: 05-08-2000 t/m 04-11-2000 | Hitnotering: 05-08-2000 t/m 04-11-2000 | Hitnotering: 05-08-2000 t/m 04-11-2000 |
| Week                                   | 1                                      | 2                                      | 3                                      | 4                                      | 5                                      | 6                                      | 7                                      | 8                                      | 9                                      | 10                                     | 11                                     | 12                                     | 13                                     | 14                                     |                                        |
| -------------------------------------- | -------------------------------------- | -------------------------------------- | -------------------------------------- | -------------------------------------- | -------------------------------------- | -------------------------------------- | -------------------------------------- | -------------------------------------- | -------------------------------------- | -------------------------------------- | -------------------------------------- | -------------------------------------- | -------------------------------------- | -------------------------------------- | -------------------------------------- |
| Positie                                | 43                                     | 14                                     | 13                                     | 13                                     | 11                                     | 12                                     | 12                                     | 16                                     | 20                                     | 26                                     | 35                                     | 45                                     | 59                                     | 75                                     | uit                                    |

### NPO Radio 2 Top 2000
| Nummer met noteringen in de NPO Radio 2 Top 2000 | '06 | '07  | '08  | '09  | '10  | '11  | '12  | '13  |
| ------------------------------------------------ | --- | ---- | ---- | ---- | ---- | ---- | ---- | ---- |
| Rock DJ                                          | 681 | 1718 | 1713 | 1560 | 1790 | 1757 | 1372 | 1473 |

1. ↑  Een vetgedrukt getal geeft de hoogste notering aan.
2. ↑  2006 was het eerste jaar met een notering voor dit nummer.
3. ↑  Deze tabel is bijgewerkt tot en met de laatste editie (2024).